# Sauoiva
Sauoiva är ett berg i Finland.   Det ligger i den ekonomiska regionen  Östra Lapplands ekonomiska region  och landskapet Lappland, i den norra delen av landet, 900 km norr om huvudstaden Helsingfors. Toppen på Sauoiva är 615 meter över havet.
Terrängen runt Sauoiva är kuperad norrut, men söderut är den platt. Sauoiva är den högsta punkten i trakten. Trakten runt Sauoiva är nära nog obefolkad, med mindre än två invånare per kvadratkilometer. Det finns inga samhällen i närheten. 